# Museo de la Automoción y la Tecnología de Sinsheim

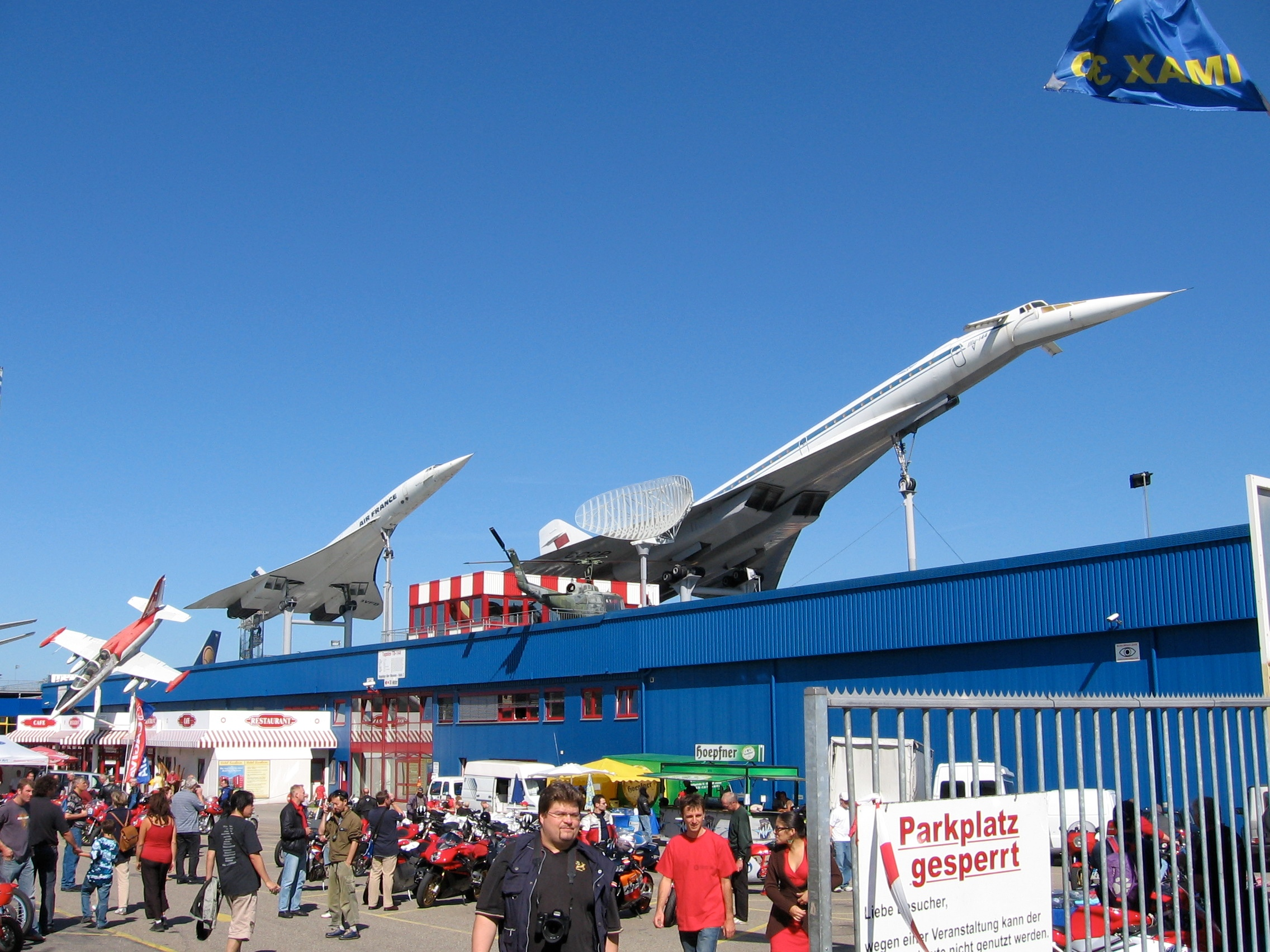
Concorde y Tu-144.

El Museo de la Automoción y la Tecnología de Sinsheim (en alemán: Auto- und Technikmuseum Sinsheim) abrió sus puertas en 1981 en la localidad alemana de Sinsheim. Es propiedad de un consorcio llamado Auto & Technik Museum Sinsheim e.V., que también es propietario de un museo de la misma temática ubicado en Espira.
Alberga más de 3.000 piezas de exposición, distribuidas en un área de más de 50 000 m². Además de la exposición, el museo dispone de un cine 3-D IMAX gigante de 22x27 metros. En total recibe más un millón de visitantes al año.
El Museo permanece abierto los 365 días del año. Se puede visitar de lunes a viernes: 9:00 a 18:00 horas. Sábado, domingo y días festivos: 9:00 a 19:00 horas. Se encuentra en la autopista (Autobahn) A6 entre las ciudades de Mannheim y Heilbronn al sur de Alemania. 
Abrió sus puertas en 1981, hoy en día es el museo que cuenta con la mayor colección privada de automóviles históricos.
Algunos de los automóviles de colección que se exhiben son el Maybach, Mercedes Kompressor y el Bugatti de Alemania. También exhibe más de cien motocicletas, aviones, vehículos que han ganado muchos récords, coches deportivos y de carrera, vehículos militares y de servicio. 
En 1999 recibió un avión supersónico de pasajeros ruso Tupolev Tu-144, y en 2003, Air France donó uno de sus Concorde tras la retirada del servicio de este modelo de avión supersónico de pasajeros. Añadido a su contrapartida soviética, que llevaba en exposición desde 2001, este lugar es el único del mundo donde ambos aparatos están expuestos simultáneamente.
Una de las últimas adquisiciones de relevancia ha sido un modelo simulador del transbordador Buran —el OK-GLI— que es exhibido en las instalaciones del museo.

## Aviones en exposición

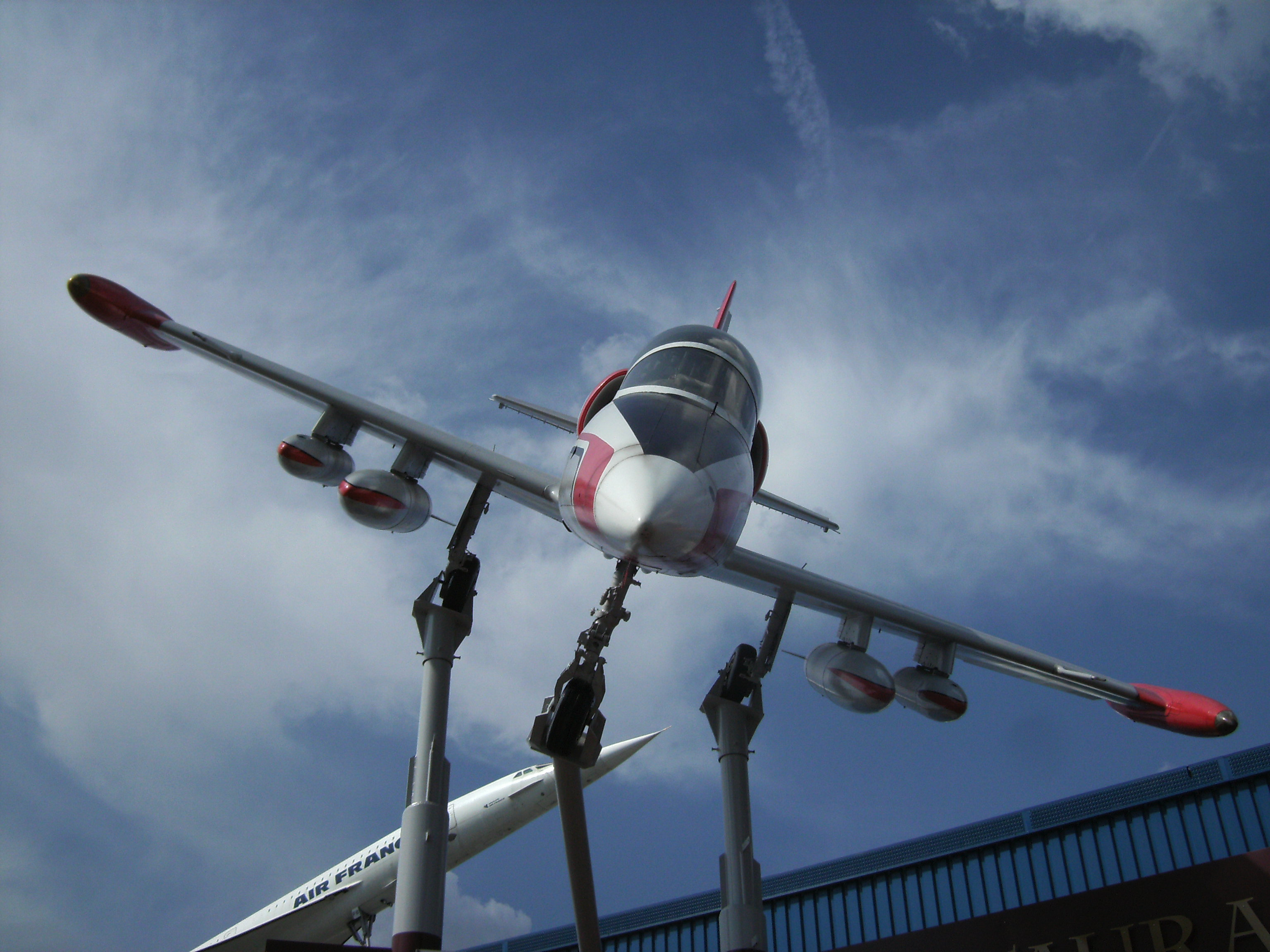
Aero L-39 Albatros

Debido a su gran tamaño, algunos aviones pueden ser visitados interiormente:
- Concorde
- Tupolev Tu-144
- Junkers Ju 52
- Canadair CL-215
- Douglas DC-3

Mientras que otros, por su menor tamaño o dificultad de acceso, tan sólo pueden ser examinados desde el exterior:
- Focke-Wulf Fw 190
- Heinkel He 111
- Ilyushin Il-18
- Junkers Ju 88
- Messerschmitt Bf 109
- Aero L-39 Albatros

## Otras exposiciones
- 300 automóviles clásicos

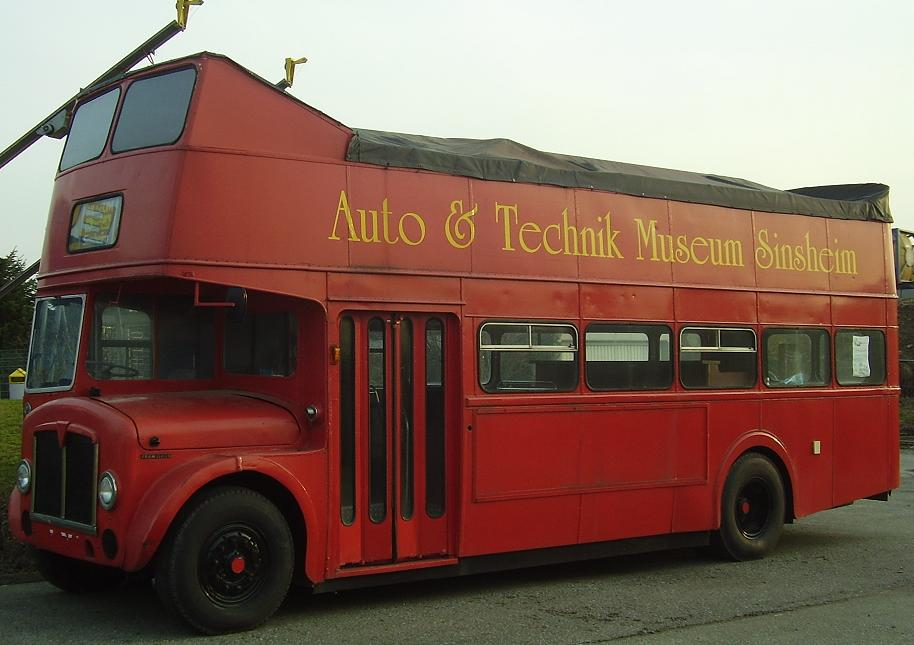
Autobús de dos pisos.

  - Gran colección de Mercedes y Maybach
- Colección de automóviles estadounidenses de la década de 1950, o Dream Cars
- 40 vehículos deportivos o de competición
- Colección de Fórmulas 1
  - Blue flame - Automóvil propulsado por cohete que obtuvo el récord de velocidad en superficie
- 200 motocicletas
- 27 locomotoras
- 50 aeroplanos, incluyendo cazas de ambas guerras mundiales y de los inicios de la era del motor a reacción, aviones de pasajeros y el transbordador Buran
- 150 tractores
- Camiones
- Autobuses
- Motores de vapor
- Órganos de vapor
- Carros de combate, artillería y otro material militar relacionado